# Лука Стојановић
Лука Стојановић (Београд, 4. јануар 1994) је српски фудбалер. Игра на позицији везног играча.

## Каријера
Након млађих селекција београдског Партизана, Стојановић је 2012. године потписао уговор са Спортингом из Лисабона. За први Спортингов тим није дебитовао, већ је наступао за Б тим који се такмичи у другој португалској лиги. Првог дана септембра 2014. потписао је уговор са Аполоном из Лимасола. Две сезоне је наступао за Аполон након чега је ишао на позајмице у белгијске клубове Мускрон и Антверпен. Почетком 2018. године се вратио у српски фудбал и потписао уговор са Чукаричким. Наредне две године је провео у клубу са Бановог брда и током тог периода је на 64 првенствене утакмице дао 20 голова, од којих се највише издваја онај који је постигао Црвеној звезди на Стадиону Рајко Митић када је са више од 50 метара удаљености савладао Милана Борјана. У фебруару 2020. је потписао уговор са америчким МЛС лигашем Чикаго фајером. По завршетку 2021. сезоне, клуб из Чикага је одлучио да му не понуди нови уговор. У јануару 2022. је потписао за Ал Хазем из Саудијске Арабије. У фебруару 2023. се вратио у Чукарички, потписавши уговор до краја сезоне. У јуну 2023. продужио је уговор са Чукаричким на још две године. Споразумно је раскинуо уговор са Чукаричким по окончању такмичарске 2023/24.